# Rudý posuv

Rudý posuv spektrálních čar ve viditelném spektru vzdálené galaktické superkupy BAS11 (vpravo) v porovnání se spektrem Slunce (vlevo)

Rudý posuv (též červený posuv) je prodloužení vlnové délky elektromagnetického záření na straně přijímače. Ve viditelné části spektra znamená posuv barevnou změnu směrem k červené, odtud název. Nejčastěji se rozlišují tři příčiny rudého posuvu:
- Dopplerův jev, respektive relativistický Dopplerův jev, způsobený vzdalováním vysílače od přijímače
- gravitační posuv, vysílání z gravitačního pole nějakého tělesa
- kosmologický posuv – který dokládá teorii o rozpínání vesmíru a potažmo Velkého třesku

Opakem rudého posuvu je modrý posuv, ke kterému dochází, když se vysílač přibližuje k pozorovateli (přijímači), nebo světlo padá do gravitačního pole nebo by prostoru mezi vysílačem a přijímačem ubývalo. Vlnová délka bude z pohledu přijímače kratší.

## Příčiny rudého posuvu
Existují ale desítky možných mechanismů rudého posuvu závislých na vzdálenosti a které je těžké rozlišit. K rudému posuvu může vést například i luminiscence, rozptyl (například CREIL) či Wolfův jev.
Vlnový charakter světla je příčinou prodlužování vlnové délky světla vysílače vzdalujícího se od přijímače. Obecná teorie relativity zase vysvětluje, proč jdou hodiny pomaleji v gravitačním poli a proč tedy světlo při výstupu z gravitačního pole „červená“. A konečně kosmologický rudý posuv je způsoben rozpínáním se vesmíru, kdy mezi vysílačem a přijímačem vzniká nový prostor, který přijímač a vysílač neustále od sebe oddaluje. Všechny tyto jevy lze také popsat jako úbytek energie záření.
Asi nejjednodušší je popis dopplerovského posuvu, zvláštního případu Dopplerova jevu. Čím rychleji se vysílač od přijímače vzdaluje, tím je rudý posuv větší a naopak. Pokud se vzdaluje konstantní rychlostí, rudý posuv je také stále stejně velký. Dopplerův jev objevil a popsal v roce 1841 za svého pobytu v Praze rakouský fyzik Christian Doppler.
Kosmologický rudý posuv v astronomii poprvé pozoroval a v roce 1924 popsal americký astronom Edwin Hubble při pozorování velmi vzdálených kosmických objektů (galaxií). Zjistil, že spektrální čáry chemických prvků ve spektrech těchto objektů jsou proti měřením v pozemských chemických laboratořích posunuty směrem k dlouhovlnnému konci spektra. Později objevil, že tento rudý posuv spektrálních čar je tím větší, čím větší je vzdálenost pozorovaného objektu od Země a že i galaxie vzájemně se od sebe vzdalují rychlostí tím větší, čím jsou od sebe vzdálenější (Hubbleův zákon). To nakonec vedlo k teorii o rozpínání vesmíru.

Rudý a modrý posuv barvy světla zdroje v pohybu vlivem Dopplerova jevu

## Pojmenování
Lidské oko je schopno vnímat elektromagnetické záření o vlnových délkách v rozmezí od 400 do 800 nm. Tento obor spektra se nazývá viditelné světlo. Při krátkovlnné hranici tohoto oboru je pozorována modrá (přesněji fialová), na dlouhovlnné pak červená barva.
Změny vlnových délek a frekvence, způsobené relativním pohybem zdroje elektromagnetického záření vůči pozorovateli, se projevují i na vlnových délkách, které lidský zrak nedokáže zachytit, takže pozorování v celém elektromagnetickém spektru je možné provádět jedině s pomocí přístrojů.